# PWGood/ Adventure Mod
PWGood/ Adventure Mod- 
это модификация (мод) для игры Minecraft: Java Edition, разработаннаяMallnis(Матвеем Косыревым) про  российского контент-мейкера и стримераPWGood (ПВГуд,Глеб, Паке ПВБЭД и другие псевдонимы). Мод добавляет в игру масштабный контент, про ПВГУДА, а также расширяет игровой процесс новым тизмерением, мобами, боссом, оружием и ресурсами.
| Adventure Mod                                                                                           |                                                |
| --- | ---------------------------------------------- |
| Обложка мода                                                                                            |                                                |
| Логотип мода, часто изображаемый в виде стилизованного глаза или символа, связанного с одним из боссов. |                                                |
| Автор                                                                                                   | Mallnis (Матвей Косырев/P45HK4)                |
| Версия Minecraft                                                                                        | 1.21.4 и выше (neoforge)                       |
| Категория                                                                                               | Модификация, добавляющая контент (Content Mod) |
| Жанр | Приключение, выживание, фэнтези                |
| Платформа                                                                                               | Modrinth                                       |
| Язык программирования                                                                                   | Java                                           |
| Состояние                                                                                               | Активно развивается                            |

1. ↑  Необходимо задать параметр title= в шаблоне {{cite web}}. Mallnis.  (неопр.).